# Радім Грушка
Радім Грушка (чеськ. Radim Hruška, 5 жовтня 1984, Всетін) — чеський хокеїст, захисник.

## Ігрова кар'єра
Вихованець хокейного клубу «Всетін», в якому виступав з 1999 по 2006 роки. В сезоні 2003-2004 років виступав за молодіжну збірну Чехії на чемпіонаті світу.
За свою кар'єру встиг пограти за клуби: «Всетін», «Слезан» (Опава), «Оломоуц», «Гавіржов», «Скаліца», «Вітковиці», з сезону 2013/14 років виступав за «Карлові Вари». Згодом з 2015 по 2020 захищав кольори клубів «Млада-Болеслав», «Кошиці», «Жиліна» та «Нове Замки».
У складі «Вітковиці» виступав на престижному Кубку Шпенглера у 2011 та 2012 роках.